# الحصن، سوریه
الحصن (به عربی: الحصن) یک روستا در سوریه است که در استان حمص واقع شده‌است. الحصن ۸٬۹۸۰ نفر جمعیت دارد.